# Program GOTO
Program GOTO to jedno z narzędzi teorii obliczalności służące do ustanowienia, czy dana funkcja jest obliczalna.

## Cechy
- Klasa funkcji obliczalnych za pomocą GOTO odpowiada klasie funkcji obliczalnych za pomocą maszyny Turinga lub programów WHILE.
- Program GOTO, podobnie jak program WHILE, może popaść w pętlę nieskończoną.
- Za pomocą programu GOTO dają się przedstawić zarówno funkcje totalne, jak również funkcje częściowe.

## Formalna definicja

### Składnia
Programy GOTO składają się z symboli: GOTO, IF, THEN, HALT, Mi, =, +, -, :, ;, := oraz dowolnej liczby zmiennych i stałych.
Program P jest syntaktycznie zdefiniowany w notacji BNF jako:
{\displaystyle {\begin{array}{lrl}P&::=&M_{1}:I_{1};M_{2}:I_{2};...;M_{k}:I_{k}\end{array}}}
Instrukcja I jest zdefiniowana jako:
{\displaystyle {\begin{array}{lrl}I&::=&x_{i}:=x_{j}+c\\&|&x_{i}:=x_{j}-c\\&|&\mathrm {GOTO} M_{i}\\&|&\mathrm {IF} \,x_{i}=c\,\mathrm {THEN} \,\mathrm {GOTO} \,M_{i}\\&|&\mathrm {HALT} \end{array}}}
gdzie:
- {\displaystyle c} jest stałą, elementem zbioru liczb naturalnych
- {\displaystyle x_{i},} {\displaystyle x_{j}} są zmiennymi
- {\displaystyle M_{i}} jest znacznikiem
- {\displaystyle HALT} to instrukcja stopu

### Semantyka
Wszystkie użyte w danym programie zmienne zostają zainicjalizowane przed wykonaniem programu. Zmienne nie zainicjalizowane bezpośrednio otrzymują domyślną wartość 0.
Wyrażenie postaci
```
 x
i
 := x
j
 + c
```

oznacza przyznanie zmiennej {\displaystyle x_{i}} wartości otrzymanej poprzez dodanie zmiennej {\displaystyle x_{j}} i stałej {\displaystyle c.}
Wyrażenie postaci
```
 x
i
 := x
j
 – c
```

oznacza przyznanie zmiennej {\displaystyle x_{i}} wartości otrzymanej poprzez odjęcie stałej {\displaystyle c} od zmiennej {\displaystyle x_{j}.}
Skok bezwarunkowy ma postać
```
 GOTO 

  

    

      

        

          
M

          

            
i

          

        

      

    

    
{\displaystyle M_{i}}

  

```

i oznacza, że program w miejscu, w którym ta instrukcja została umieszczona, przeskoczy do znacznika {\displaystyle M_{i}.}
Skok warunkowy ma postać
```
 IF 

  

    

      

        

          
x

          

            
i

          

        

        
=

        
c

      

    

    
{\displaystyle x_{i}=c}

  

 THEN GOTO 

  

    

      

        

          
M

          

            
i

          

        

      

    

    
{\displaystyle M_{i}}

  

```

i oznacza przeskok do znacznika {\displaystyle M_{i}} w programie jeśli warunek znajdujący się za symbolem {\displaystyle IF} jest spełniony.
Instrukcja stopu:
```
 HALT
```

stoi na końcu programu GOTO.

## Symulacja za pomocą programu WHILE
Program GOTO
```
M1: A1; M2: A2; ... Mk: Ak
```

można zasymulować za pomocą programu WHILE o następującej formie
```
counter := 1;
WHILE counter != 0 DO
  IF counter = 1 THEN B1 END;
  IF counter = 2 THEN B2 END;
  ...
  IF counter = k THEN Bk END;
END
```

Gdzie
```
Bi = xj := xn + c; counter := counter + 1   jeśli Ai = xj := xn + c
Bi = xj := xn – c; counter := counter + 1   jeśli Ai = xj := xn – c
Bi = counter := n                           jeśli Ai = GOTO Mn
Bi = IF xj = c THEN counter = n
     ELSE counter = counter + 1             jeśli Ai = IF xj = c THEN GOTO Mn
     END
Bi = counter := 0
                     jeśli Ai = STOP
```